# Абушеруан, Хишам
Хишам Абушеруан (араб. هشام بوشروان‎; род. 2 апреля 1983, Аунат) — марокканский футболист, нападающий. Выступал в сборной Марокко.

## Биография

### Клубная карьера
Профессиональную карьеру начал в команде высшей лиги чемпионата Марокко «Раджа», в которой провёл четыре года.
В 2003 году из-за правила английской футбольной ассоциации, согласно которому иностранный игрок может получить разрешение на работу только, если он провёл 75% матчей за национальную сборную в течение двух последних лет, сорвался трансфер в английский «Саутгемптон».
2004 год провёл на Аравийском полуострове, но после провала переговоров о цене трансфера, вернулся в «Раджу».
Сезон 2005/06, на правах аренды, провёл во французском клубе «Лилль». Участвовал в розыгрыше Лиги чемпионов 2005/06.
С 2007 года — игрок клуба «Эсперанс» из Туниса.
В июле 2008 года перешёл в саудовский клуб «Аль-Иттихад» из Джидды.
Сезон 2010/11 провёл в Ботоле, выступая за свой первый клуб «Раджа».
В 2011 году стал выступать в чемпионате Катара за команду «Аль-Ахли». Контракт закончился в июне 2012 года.

### Карьера в сборной
За сборную Марокко выступал с 2002 по 2009 год. В её составе участвовал в Кубке африканских наций 2006 и 2008 годов.

## Достижения

### Клубные
- Чемпион Марокко (3): 2000/01, 2003/04, 2010/11
- Чемпион Катара сезона 2002/03
- Чемпион Саудовской Аравии сезона 2008/09
- Двукратный обладатель Кубка Марокко 2002 и 2005
- Двукратный обладатель Кубка Туниса 2007 и 2008
- Бронзовый призёр чемпионата Франции сезона 2005/06
- Финалист Лиги чемпионов КАФ 2002
- Финалист саудовского кубка чемпионов 2009
- Финалист Лиги чемпионов АФК 2009

### Личные
- Лучший бомбардир (семь забитых мячей) Лиги чемпионов КАФ 2002
- Лучший игрок Лиги чемпионов КАФ 2002
- Лучший игрок клуба «Эсперанс» 2007 года[2]